# 953 (číslo)
Devět set padesát tři je přirozené číslo. Římskými číslicemi se zapisuje CMLIII a řeckými číslicemi ϡνγ´. Následuje po čísle devět set padesát dva a předchází číslu devět set padesát čtyři.

## Matematika
953 je:
- Deficientní číslo
- Prvočíslo
- Prvočíslo Sophie Germainové
- Nešťastné číslo

## Astronomie
- (953) Painleva je planetka hlavního pásu, kterou objevil v roce 1921 Benjamin Jekhowsky
- NGC 953 je eliptická galaxie v souhvězdí Trojúhelníku.

## Roky
- 953
- 953 př. n. l.